# Leymus paboanus
Leymus paboanus är en gräsart som först beskrevs av Karl Ernst Claus, och fick sitt nu gällande namn av Pilg.. Leymus paboanus ingår i släktet strandrågssläktet, och familjen gräs. Inga underarter finns listade i Catalogue of Life.